# Monsenhor Paulo
Monsenhor Paulo é um município brasileiro localizado na Região Geográfica Imediata de Varginha, no estado de Minas Gerais. Sua população recenseada em 2022 era de 8 340 habitantes.

## História
O município de Monsenhor Paulo teve, primitivamente, o nome de Vargem Grande e depois Ponte Alta. Com o nome de Vargem Grande, o local era sede da fazenda do Major Matias Antônio Moinhos de Vilhena, falecido a 7 de junho de 1886, que era filho de Matias Gonçalves Moinhos de Vilhena e de Iria Claudiana Umbelina da Silveira, irmã de Bárbara Heliodora, heroína da conspiração mineira.
O major Matias e sua mulher Escolástica Joaquina de Oliveira se instalaram na fazenda Vargem Grande, aberta na segunda metade do século XIX, onde fizeram erigir uma capela dedicada a Nossa Senhora da Conceição. Foram eles os grandes benfeitores do lugar. Também havia, nas mesmas paragens a fazenda do Galante, que foi dividida, em1873, entre José Francisco Alves da Silva, Domingos José dos Santos, Sabino Fernandes de Faria e José Vicente dos Reis, que também foram pioneiros do lugar e constituíram os troncos das tradicionais famílias da aristocracia rural local. Vargem Grande foi se firmando como pouso de tropeiros e um pequeno empório comercial de vendedores ambulantes e ex-escravos que ali fixaram residência.
Por volta de 1884 começaram a chegar os primeiros italianos as famílias Pierroti, Lenzi, Pagani e Totti; em 1896 a Família Bellato, e a partir de 1898 as famílas: Baldin, Caovilla, Zanin, Ciscon e outras.
O nome Ponte Alta referia-se a uma ponte sobre o Ribeirão São Domingos, que era muito alta,  datando esta denominação do ano de 1875 e aparece no documento de doação de terreno à Capela, feita por Joaquim Vicente da Silva e José Vicente dos Reis Ferreira. No ano de 1900 edificada a primeira capela de taipa e cobertura de sapé. No ano seguinte, Ponte Alta ganha categoria de distrito de Campanha com o nome de Nossa Senhora da Conceição da Ponte Alta. Em 1916 foi feito um abaixo-assinado dirigido a Dom João de Almeida Ferrão, primeiro bispo da Campanha, solicitando a criação da paróquia. Em 1927 foi demolida a capela de taipa coberta de sapé, e teve início a construção da igreja de Nossa Senhora da Conceição, pelo então Cônego Hugo Bressane de Araújo. A igreja continuou como filial de Campanha.
Ponte Alta foi elevada a categoria de vila pelo decreto lei 311 de 2 de março de 1938. Em 27 de setembro de 1941, Dom Frei Inocêncio Engelke OFM, criou a paróquia, nomeando seu primeiro pároco o Padre José Divino da Silva. Em 1943 Nossa Senhora da Conceição da Ponte Alta muda a denominação para Monsenhor Paulo, por sugestão do padre José Divino da Silva, em homenagem ao insigne campanhense Monsenhor Paulo Emílio Moinhos de Vilhena, que ali residiu por vários anos e sempre propugnou para o crescimento da localidade. Em 1948, com os esforços de seus habitantes, tendo a frente padre Fernando Sales da Silveira e o Dr. Waldir Lisboa, foi criado pela Lei 336 de 27 de dezembro de 1948 o município de Monsenhor Paulo e desmembrado de Campanha. Foi nomeado Intendente o Dr. Geraldo de Souza Medeiros, advogado de Belo Horizonte e delegado especial o capitão Virgílio Fraga.
Em primeiro de janeiro de 1949, o Sr. Luiz Antonio da Cunha, na qualidade de Juiz de Paz, seguindo as prescrições do D.A.M declarou instalado o município de Monsenhor Paulo tendo discrusado como orador oficial o Sr. José Belato Teixeira. Foi nomeado delegado civil o Sr. José Pinto Ribeiro.
No dia 6 de março de 1949 foi realizada a eleição para prefeito, vice-prefeito e vereadores sendo eleitos pelo PSD o prefeito Joaquim Santiago Pereira e o vice-prefeito Luiz Tavares que tomaram posse no dia 20 de março do mesmo ano. Para a primeira legislação foram eleitos, pelo PSD os vereadores Archimedes Colli - presidente; Altamiro Ferreira Mendes - vice-presidente; José Galdino da Silveira - secretário; Virgilio Caovilla; Pedro Totti; José Martins dos Santos e Felippe dos Santos Pagano, pela UDN Elói Xavier da Silva e Djalma Pereira.
O prefeito Joaquim Santiago Pereira governou o município por 2 anos tendo renunciado e transmitido o cargo para o vice-prefeito Sr. Luiz Tavares que completou o mandato.

### Imigração italiana
No final do século XIX houve grande imigração de italianos para o local, os quais introduziram novas técnicas de cultivo agrícola na região e incentivaram o comércio. A primeira família italiana a chegar foi a de João Totti casado com Rosa Vichi, em fins de 1883 início de 1884.Depois, Lenzi em 1889; Pellegrinetti, Pagano e Salotti em 1894; Baldim, Bellato, Ciscon e Zanin em 1896; Pierrotti em 1898; Caovilla em 1901 e outras. Em 1920 foi instalado o serviço de iluminação nas ruas do povoado, com o excedente de energia gerada por uma usina do fazendeiro sr. Adamo Caovilla, italiano progressista e benemérito que muito contribuiu para o desenvolvimento de Ponte Alta. Em 1927 a Companhia Sulmineira de Eletricidade se instalou no distrito.
Famílias italianas, além das citadas, que residem ou residiram no município de Monsenhor Paulo:
Bassetto, Biagini, Botti, Cadorin, Calchetti, Colla, Cremasco, Davo, Depicolli, Domingueti, Ferroni, Filipini, Gandini, Meneguello, Papini, Perecin, Perna, Petrucci, Picoli, Pievani, Romancini, Savelli, Scottini, Tocacceli, Tomba, Totti, Zambotti, Zanzotto  e Zava.

## Economia
A economia do município é mista, onde a pequena e média indústria convivem com a agricultura e a pecuária. O município conta com um parque industrial do ramo moveleiro - madeira -, que ao lado de indústrias de caixilhos empregam grande parte da população gerando renda e trabalho para os cidadãos e recursos para o município.
O município ainda também com um moderno parque indústrial no ramo siderurgico, para o feitio de portas e janelas e fechaduras, onde esse emprega a maior parte da população de Monsenhor Paulo e de algumas cidades vizinhas. O município ainda conta com algumas empresas no ramo alimentício.

## Acesso rodoviário
O município está ligado - 15 km - à rodovia federal Fernão Dias na altura do Trevo para Campanha. É muito próxima ao Circuito das Águas (Cambuquira, Lambari, Caxambu e São Lourenço).

## Turismo
Na área do convívio social e do lazer são famosas as datas festivas, podendo citar a festa do Rosário e a famosa festa do Rodeio, essa última acontecendo todo mês de julho.